# Jane Seymour (Königin)

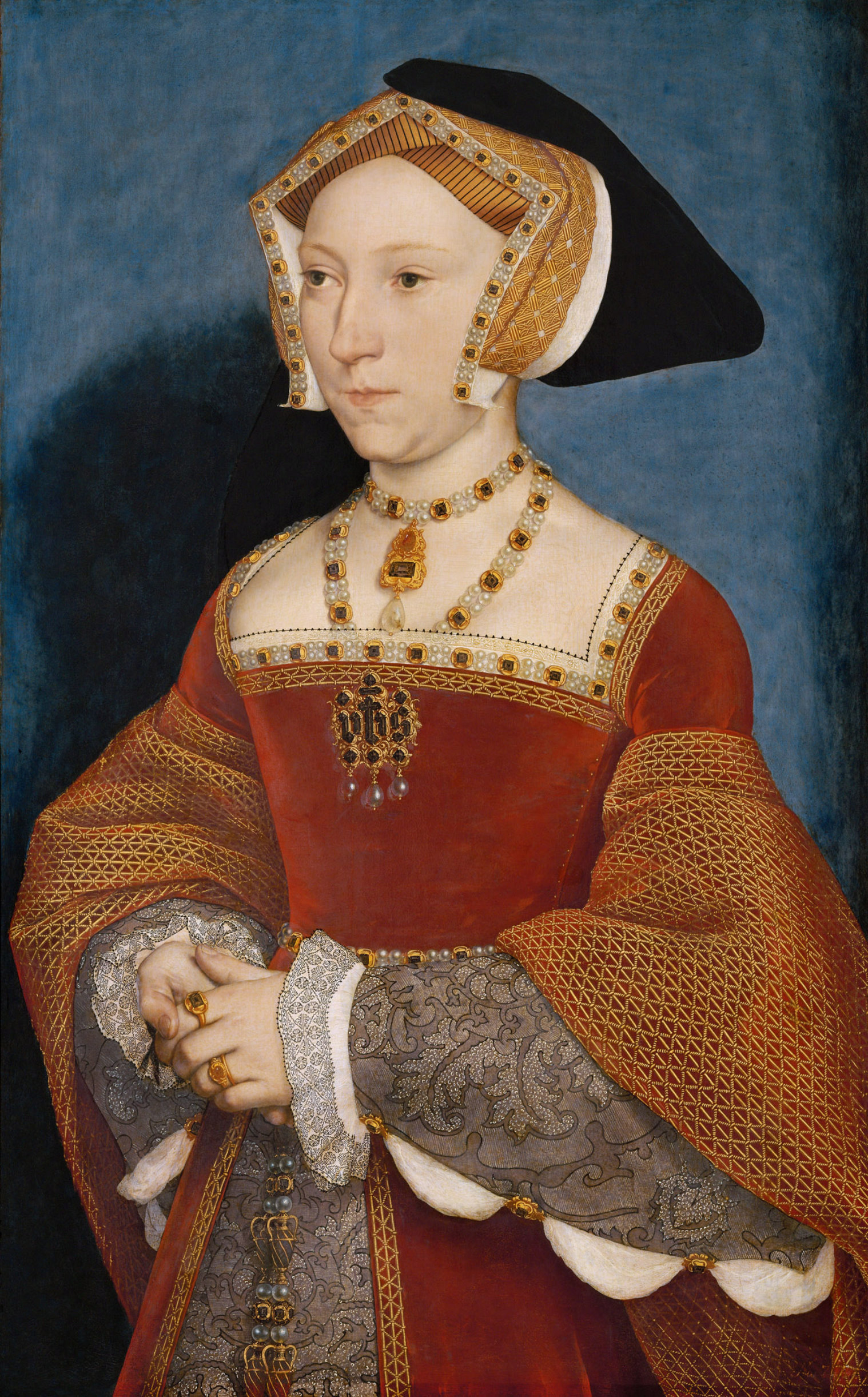
Hans Holbein der Jüngere: Jane Seymour, um 1536/1537, Kunsthistorisches Museum, Wien

Jane Seymour (* um 1509; † 24. Oktober 1537 im Hampton Court Palace, London) war die dritte der sechs Ehefrauen des englischen Königs Heinrich VIII. und somit Queen Consort von England und Irland. Obwohl sie nicht so viel Einfluss ausübte wie ihre Vorgängerinnen Katharina von Aragón und Anne Boleyn, war sie als gläubige Katholikin die große Hoffnung der konservativen Partei bei Hofe, die Reformation einzudämmen und Prinzessin Maria zu rehabilitieren. Außerdem versuchte sie, für die Rebellen der Pilgrimage of Grace einzutreten. Sie ist die Mutter des einzigen männlichen Thronfolgers Heinrichs VIII. – des späteren Königs Eduard VI. – und starb nach seiner Geburt am Kindbettfieber.

## Leben

### Einführung bei Hofe

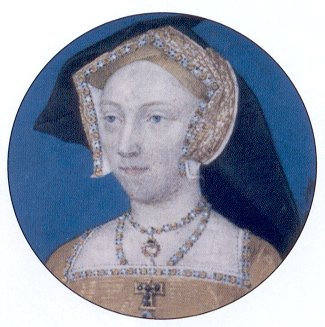
Jane Seymour von Lucas Horenbout

Jane Seymour war das fünfte von zehn Kindern und die älteste Tochter Sir John Seymours von Wiltshire († 1536) und Margaret Wentworths († 1550). Sie war die Schwester von Thomas Seymour und Edward Seymour. Aus ihrem frühen Leben ist nicht viel bekannt.
Im Jahr 1529 oder 1530 wurde sie am englischen Hofe eingeführt. Zunächst war sie Hofdame von Katharina von Aragón und später von Anne Boleyn. Es ist unbekannt, ob sie im Zuge der Haushaltskürzungen für Katharina zunächst den Hof verlassen musste und später von Anne Boleyn neu angestellt wurde oder ob sie Anne von Anfang an diente.
Bekannt ist lediglich, dass sie zu Neujahr 1534 bereits zu Annes Damen gehörte und von ihr ein Geschenk erhielt. Gerüchten zufolge hatte Jane Seymours Vetter zweiten Grades Francis Bryan Anne empfohlen, Jane von Katharina zu übernehmen. Jane Dormer, eine Hofdame der Königin Maria I., behauptete später, Jane Seymour sei von Bryan an den Hof gebracht worden, nachdem Verhandlungen über eine Ehe zwischen ihr und William Dormer gescheitert waren. Allerdings gibt es keine historisch schlüssigen Beweise für Bryans Mitwirkung.
Der spanische Botschafter Eustace Chapuys schrieb über sie und ihre Familie: „Sie ist die Schwester eines gewissen Edward Seymour, der seiner Majestät (Karl V.) gedient hat, während sie selbst zuvor im Dienst der guten Königin (Katharina von Aragón) stand.“ Im Jahr 1535 besuchte König Heinrich VIII. während seiner Sommerreise Wolf Hall, die Residenz der Seymours, und blieb dort fünf Tage lang. Entgegen einer verbreiteten Legende traf Heinrich hier allerdings nicht das erste Mal auf Jane. Es ist nicht einmal gewiss, ob Jane zu diesem Zeitpunkt überhaupt in Wolf Hall war.

### Beziehung zu Heinrich
Einen ersten Hinweis auf Janes Verhältnis zu Heinrich gibt es ebenfalls von Chapuys. Nachdem Anne Boleyn im Januar 1536 eine weitere Fehlgeburt hatte, kam es zu einer heftigen Auseinandersetzung zwischen ihr und Heinrich, in deren Verlauf sie ihm vorwarf, dass ihre Fehlgeburt aufgrund ihrer großen Liebe zu ihm geschehen war. „Ihr Herz brach“, schrieb Chapuys, „als sie sah, dass er andere liebte.“ Der Botschafter berichtet zudem von „einer Dame bei Hofe namens Mistress Semel [Seymour], an die, wie viele sagen, in letzter Zeit viele Geschenke gingen.“ Allerdings dürfte es sich bei der Liebe des Königs zu ihr anfangs um nichts weiter als eine heftige Schwärmerei gehandelt haben.
Heinrich und Anne Boleyn hatten bereits eine Tochter, die spätere Königin Elisabeth I. Die beiden folgenden Geburten waren zwar männliche Kinder, die aber tot und zu früh zur Welt kamen. Heinrichs Druck auf Anne wurde somit immer größer, ihm endlich den ersehnten Thronfolger zu gebären. Da Anne durch den erhöhten Druck und die beiden Totgeburten immer mehr verzweifelte, war sie auch für Heinrich VIII. keine angenehme oder reizvolle Partnerin mehr. Hinzu kam, dass seine geschiedene erste Ehefrau, Katharina von Aragon, zu Beginn des Jahres 1536 gestorben war. Zu ihren Lebzeiten hatte Heinrich sich bereits rechtlich beraten lassen, ob er im Falle einer Scheidung von Anne zu Katharina zurückkehren müsste. Die Eheschließung mit Anne Boleyn hatte stattgefunden, bevor Thomas Cranmer, Erzbischof von Canterbury, die Ehe mit Katharina offiziell als ungültig erklärte, weshalb Heinrich streng genommen eine Zeitlang in Bigamie gelebt hatte. Katharinas Fürsprecher argumentierten, dass der König unter diesen Umständen keine rechtskräftige Ehe hatte eingehen können und nach wie vor mit Katharina verheiratet war. Ihr Tod hingegen gab ihm nun die Freiheit, nach Beendigung seiner Ehe zu Anne Boleyn eine neue Frau zu wählen. Zeitgenossen behaupteten, Anne Boleyn hätte Jane auf dem Schoß des Königs ertappt, was zu ihrer letzten Fehlgeburt geführt hätte. Da allerdings erst einen Monat später Heinrichs Interesse an Jane offensichtlich wurde – Chapuys nannte sie im Februar „die junge Dame, der der König dient“ – halten Historiker dieses Szenario für eine Legende.

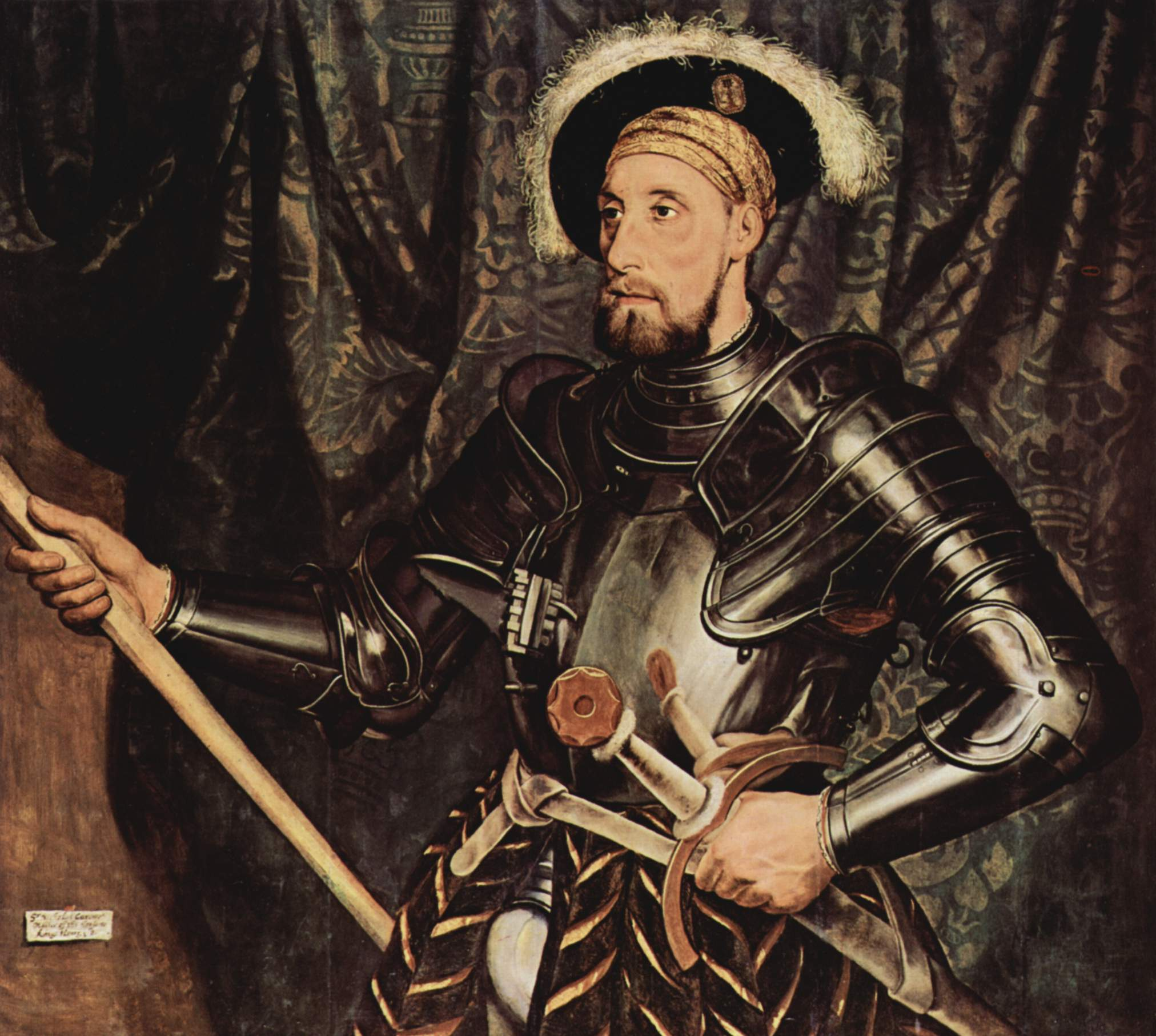
Sir Nicholas Carew von Hans Holbein

Anne Boleyns Feinde, insbesondere Sir Nicholas Carew, unterstützten Jane darin, Annes Platz einzunehmen. Sie ermutigten sie, sich dem König als Geliebte zu verweigern, wie Anne Boleyn es einst getan hatte. Es ist gut möglich, dass es der konservativen Fraktion hauptsächlich darum ging, Prinzessin Maria wieder in die Thronfolge einzugliedern, und dass für sie die Liebe des Königs zu Jane lediglich Mittel zum Zweck war. Chapuys zufolge wurde Jane regelmäßig von Nicholas Carew unterwiesen, und er selbst unterstützte Jane mit Marias Zustimmung ebenfalls. Bereits vor ihrer Beziehung zu Heinrich hatte Jane Seymour Maria eine Nachricht zukommen lassen, die Prinzessin möge „guten Mutes sein und ihre Schwierigkeiten würden schneller vorbei sein als sie ahnte und sobald sich die Gelegenheit ergäbe, würde sie [Jane] sich als treue und hingebungsvolle Dienerin erweisen.“
Carew instruierte Jane, „den Wünschen des Königs auf keinen Fall nachzukommen, außer durch Heirat“. Als Heinrich Jane Seymour Mitte März ein Geldgeschenk und einen Brief sandte, handelte Jane genauso, wie es ihre Freunde gehofft hatten. Sie küsste den Brief und übergab ihn und die Geldbörse ungeöffnet zurück an den Boten.

„Sie bat zu bedenken, dass sie eine Dame aus dem Haus guter und ehrlicher Eltern war, ohne jeden Tadel, und dass sie keine größeren Reichtümer in dieser Welt hätte als ihre Ehre, die sie für tausend Tode nicht verletzen würde und dass sie ihn bitte, falls er ihr ein Geldgeschenk machen wollte, dies zu tun, wenn Gott ihr eine gute Partie zukommen ließe.“

Die meisten Historiker halten ihr Verhalten für kalkulierte Schauspielerei. Heinrich jedoch war zutiefst beeindruckt von Janes Tugend und erklärte, er würde sie in Zukunft als Beweis für seine ehrenvollen Absichten lediglich in Anwesenheit ihrer Angehörigen sprechen. Der Minister Thomas Cromwell stellte Jane Seymour bei Hofe seine eigenen Gemächer zur Verfügung, die durch geheime Gänge mit denen des Königs verbunden waren. Janes Bruder Edward und seine Ehefrau fungierten als Aufsichtspersonen, wann immer der König Jane sehen wollte. Während die Untersuchungen gegen Anne Boleyn liefen, wurde Jane vorübergehend im Haus von Sir Nicholas Carew einquartiert, und kurz vor der Gerichtsverhandlung bezog sie Chelsea, das ehemalige Haus von Sir Thomas More. Unmittelbar nach Anne Boleyns Hinrichtung machte der König Jane einen Heiratsantrag, und sie nahm ihn an.

### Königsgemahlin

Porträt Heinrichs VIII. nach Hans Holbein

Obwohl Anne Boleyn beim Volk recht unbeliebt gewesen war, wäre eine zu schnelle Wiederverheiratung des Königs als unpassend empfunden worden. Hinzu kam, dass Jane Seymour weitgehend unbekannt war und sich viele fragten, wie sie den König für sich eingenommen hatte. Chapuys schrieb am 18. Mai an den kaiserlichen Minister Antoine Perrenot de Granvelle und gab ihm darin einen kurzen, etwas zynischen Abriss von Jane Seymour:

„Sie ist von mittlerer Größe und niemand hält sie für eine große Schönheit. Ihre Gesichtsfarbe ist so weiß, dass man sie als bleich bezeichnen könnte. Ihr könnt Euch wahrscheinlich denken, dass sie, als Engländerin und so lange Zeit bei Hofe, es als Sünde betrachten könnte, noch Jungfrau zu sein. Sie ist nicht besonders klug, aber möglicherweise hat sie einen hübschen Schambereich. Es heißt, sie sei stolz und hochmütig. Sie scheint viel guten Willen und Respekt für [Maria] zu hegen, doch ich bin mir nicht sicher, ob die Ehren, mit denen man sie überhäufen wird, ihren Sinn nicht wandeln werden.“

Am 30. Mai 1536 folgte die Vermählung in einem privaten Gemach der Königin im Palace of Whitehall, und am 4. Juni 1536 wurde Jane zur englischen Königin ausgerufen. Doch wurde sie nie zur Königin gekrönt, möglicherweise, weil Heinrich zuerst die Geburt eines Sohnes abwarten wollte. Auf alle Fälle wurde die Krönung aus Kostengründen auf das letzte Quartal 1536 verschoben, dann wegen des Ausbruchs der Pest und aufgrund von Aufständen im Norden des Landes nicht durchgeführt.
Die als passiv, freundlich und unterwürfig beschriebene Jane stellte einen großen Kontrast zu der energischen, widerspenstigen Anne Boleyn dar. Als Motto wählte sie Zum Gehorchen und Dienen bestimmt (engl. Bound to obey and serve). Während ihr Vater einen Pfau als Wappentier führte, bevorzugte Jane den Phönix, nach damaliger Auffassung ein Symbol der Selbstaufopferung. Sir John Russell schrieb an seinen Freund Lord Lisle: „Ich versichere Euch, Mylord, sie ist die freundlichste Dame, die ich jemals kennenlernte und die redlichste Königin der Christenheit. Der König ist aus der Hölle in den Himmel gekommen, wegen der Güte in dieser und des Fluches und des Unglücks in der anderen.“
Dennoch sehen Historiker heutzutage ein differenzierteres Bild von Jane. Ihre nach außen hin sichtbare Sanftmut steht im Gegensatz zu ihrem Durchhaltevermögen und den starken Nerven, die sie als Anne Boleyns Rivalin bewies. Ein weiteres Mal stellte sie diese Charaktereigenschaften unter Beweis, als sie sich für die zum Bastard erklärte Prinzessin Maria einsetzte. Trotz seines abwertenden Briefes über Jane bemühte sich Chapuys um ein gutes Verhältnis zu der neuen Königin in der Hoffnung, dass sie Maria rehabilitieren würde. Doch als sie ihrem Ehemann gegenüber das Thema zur Sprache brachte, fuhr Heinrich sie ärgerlich an. Sie sei eine Närrin und solle sich lieber um den Aufstieg ihrer eigenen Kinder kümmern, nicht um den anderer. Jane entgegnete, dass sie lediglich den Frieden innerhalb der königlichen Familie und des Landes sichern wolle.
Als Heinrich und Cromwell Maria unter Druck setzten, offiziell ihre eigene Illegitimität und die Ungültigkeit der Ehe ihrer Eltern anzuerkennen, bat Jane den König auf Knien, seiner Tochter zu vergeben. Heinrich jedoch wies sie scharf zurecht. Maria wurde erst gestattet, an den Hof zurückzukehren, nachdem sie sich dem Willen ihres Vaters völlig unterworfen hatte. Bei ihrem ersten Treffen schenkte Jane der Prinzessin einen Diamanten. Dennoch konnte sie Heinrich nicht überzeugen, seine älteste Tochter wieder in die Thronfolge einzugliedern. Stattdessen erhielten per Parlamentsbeschluss Janes Nachkommen den ersten Anspruch auf den Thron.

Unterschrift von Jane Seymour als Königin

Als Königin wird Jane als streng, konservativ und förmlich beschrieben. Die junge Anne Basset, die aus Calais an den Hof gesandt wurde, musste auf Befehl der Königin die englische Giebelhaube tragen statt der von Anne Boleyn eingeführten französischen Haube, und nach wenigen Wochen waren auch ihre französischen Kleider nicht mehr erlaubt. Als es im Norden zu Aufständen kam, rückte die königliche Familie enger zusammen. Sowohl Maria als auch ihre Halbschwester Elisabeth wurden an den Hof berufen, und es entstand zum ersten Mal eine Art Familienleben. Mit ihrer Schwägerin Anne Stanhope und ihrer Schwester Elizabeth Seymour unterhielt Jane ebenfalls eine enge und herzliche Beziehung.
Für gewöhnlich mischte Jane sich nicht in die Politik ihres Mannes ein. Die Ausnahmen waren Prinzessin Maria und die Pilgrimage of Grace. Während Cromwell und der König den Aufstand niederschlagen lassen wollten, flehte Jane ihren Mann auf Knien um Gnade für die Rebellen an. Dieser jedoch erinnerte sie an das Schicksal der letzten Königin, die sich in seine Politik einmischte.

„Er befahl ihr, ruhig genug, aufzustehen und dass er ihr mehrfach gesagt habe, sich nicht in seine Angelegenheiten einzumischen, womit er sich auf die letzte Königin bezog. Es war genug, um eine Frau zu verängstigen, die sich nicht sehr sicher fühlt.“

### Geburt des Thronfolgers und Tod

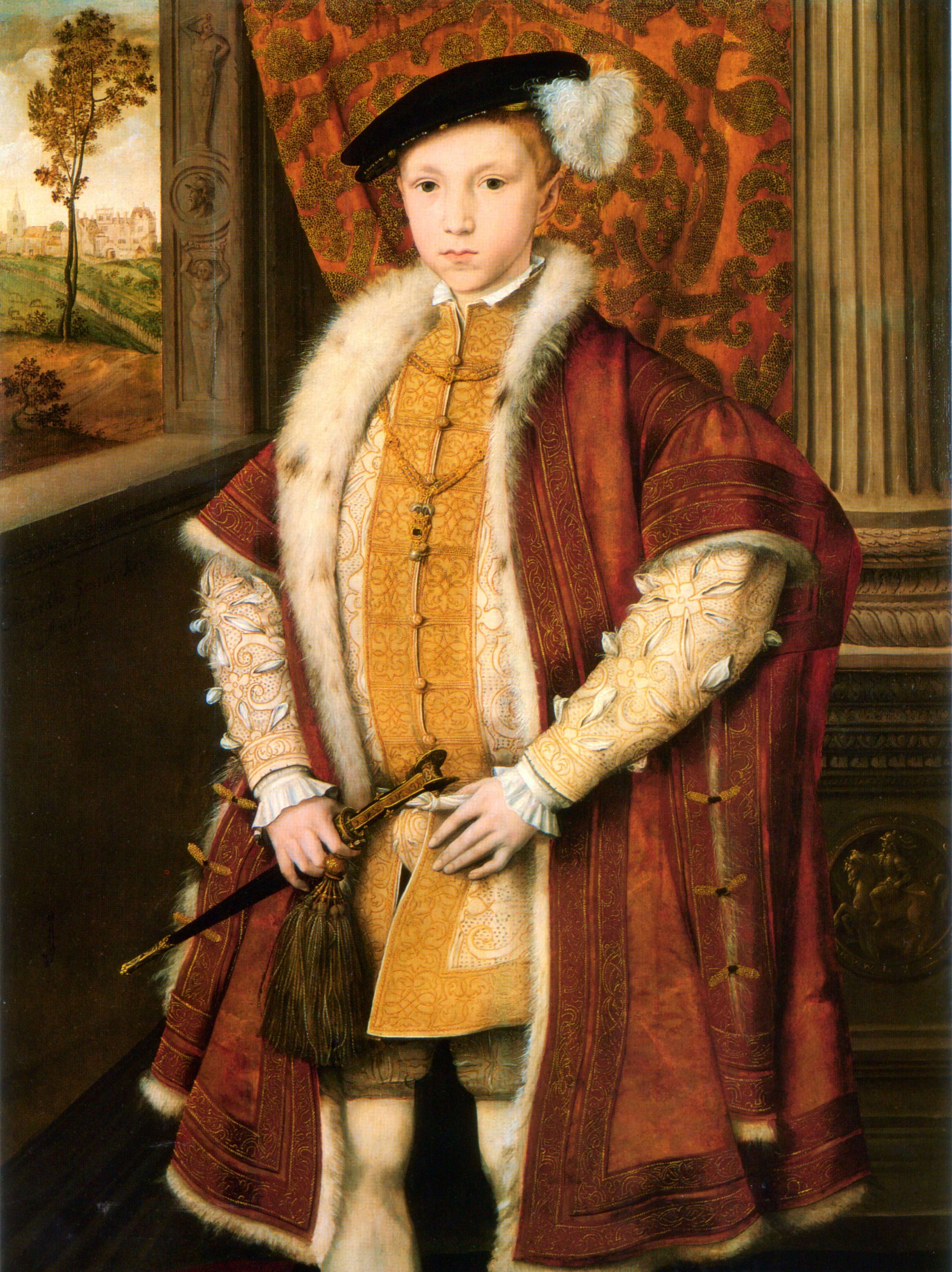
Eduard VI. von Hans Eworth

Im Jahr 1537 wurde Jane schwanger. Am 27. Mai wurde ihre Schwangerschaft öffentlich bekannt gemacht, und in der St Paul’s Cathedral wurde ein Te Deum gesungen. Ihre Stieftochter Maria wurde an den Hof berufen, um Jane behilflich zu sein. Aufgrund ihrer Schwangerschaft sagte Heinrich seine geplante Reise in den Norden ab mit der Begründung, dass sie in ihrem Zustand zu ängstlich war, ihn gehen zu lassen. Möglicherweise war es lediglich ein Vorwand, da die Aufstände im Norden erst vor wenigen Wochen drakonisch niedergeschlagen worden waren. Während ihrer Schwangerschaft soll sie einen Heißhunger auf Wachteln entwickelt haben, die der König extra für sie aus Flandern bestellte. Maria, zu der Jane ein herzliches Verhältnis aufgebaut hatte, sandte der Königin selbst Wachteln und Gurken aus ihrem eigenen Garten.
Im September begann Jane sich aufgrund ihrer fortgeschrittenen Schwangerschaft vom Hofleben zurückzuziehen. Nachmittags am 9. Oktober 1537 setzten die ersten Wehen ein, und erst am 12. Oktober 1537 gebar Jane den Thronerben Eduard im Palast zu Hampton Court. Heinrich soll beim Anblick seines Sohnes angeblich vor Freude geweint haben. Jane war nach der Geburt wohlauf und konnte ihren Sohn nach dessen Taufe am 15. Oktober wieder in Empfang nehmen. Aufgrund der Reinheitsgebote war es ihr noch nicht gestattet, ein Gotteshaus zu betreten, und somit fand die Taufe in ihrer Abwesenheit statt. Anlässlich der Geburt eines gesunden Sohnes wurde Janes Bruder Edward zum Earl of Hertford ernannt.
Kurze Zeit später erkrankte Jane sehr schwer an Kindbettfieber und bekam starke Blutungen. Am Freitag, den 19. Oktober, wurde in St Paul’s Cathedral ein weiterer Gottesdienst abgehalten, um für die Königin zu beten. Während des 23. Oktobers schien es ihr etwas besser zu gehen, doch in der Nacht wurde sie erneut von der Krankheit heimgesucht. Am 24. Oktober 1537 starb Jane Seymour, zwölf Tage nach der Geburt ihres Sohnes und weniger als 18 Monate nach der Proklamation zur englischen Königin. Es ist unbekannt, ob Heinrich an ihrem Sterbebett war, da er vorgehabt hatte, am 25. Oktober nach Esher zu reisen. Russell schreibt:

„Wenn sie sich erholt, wird er gehen. Wenn sie sich nicht erholt, erzählte er mir heute, bringt er es nicht übers Herz, zu verweilen.“

Heinrich ordnete für den ganzen englischen Hof Staatstrauer bis zum 2. Januar 1538 an. Janes Leichnam wurde einbalsamiert und im Bleisarg in langer Prozession nach Schloss Windsor überführt, um dort die letzte Ruhestätte zu finden. Auf dem Sarg befand sich eine gekrönte Statue Jane Seymours in königlichen Gewändern und mit Zepter ausgestattet. Der Trauerzug wurde von Maria als Chief Mourner angeführt, und auch Heinrichs Nichten Frances Brandon und Margaret Douglas erwiesen der Königin die letzte Ehre. In Janes Epitaph wurde Bezug auf ihr Wappentier, den Phönix, genommen:
Phoenix Jana iacet, nato Phoenice ; dolendum,
Secula Phoenices nulla tulisse duas.
Die Übersetzung lautet sinngemäß:
| Here lies Jane, a Phoenix, by whose death Another Phoenix life gave breath: It is to be lamented much The world at once ne'er knew two such. | Hier liegt Jane, ein Phönix, durch dessen Tod Ein anderer Phönix den Lebensatem erhielt: Es ist wahrlich zu beklagen, Dass die Welt niemals zwei dieser Art auf einmal erblickte. |  |

Heinrich VIII. trauerte sehr um Jane und fiel in eine tiefe Depression. Noch später erzählte er, dass er von seinen Frauen Jane am meisten geliebt habe. Historiker vermuten, dass diese Aussage vor allem darauf zurückgeht, dass Jane dem König den erwarteten Thronerben gebar. Erst 1540 heiratete er seine vierte Frau Anna von Kleve. Die Suche nach einer geeigneten neuen Gemahlin für Heinrich begann allerdings schon 1537/38.

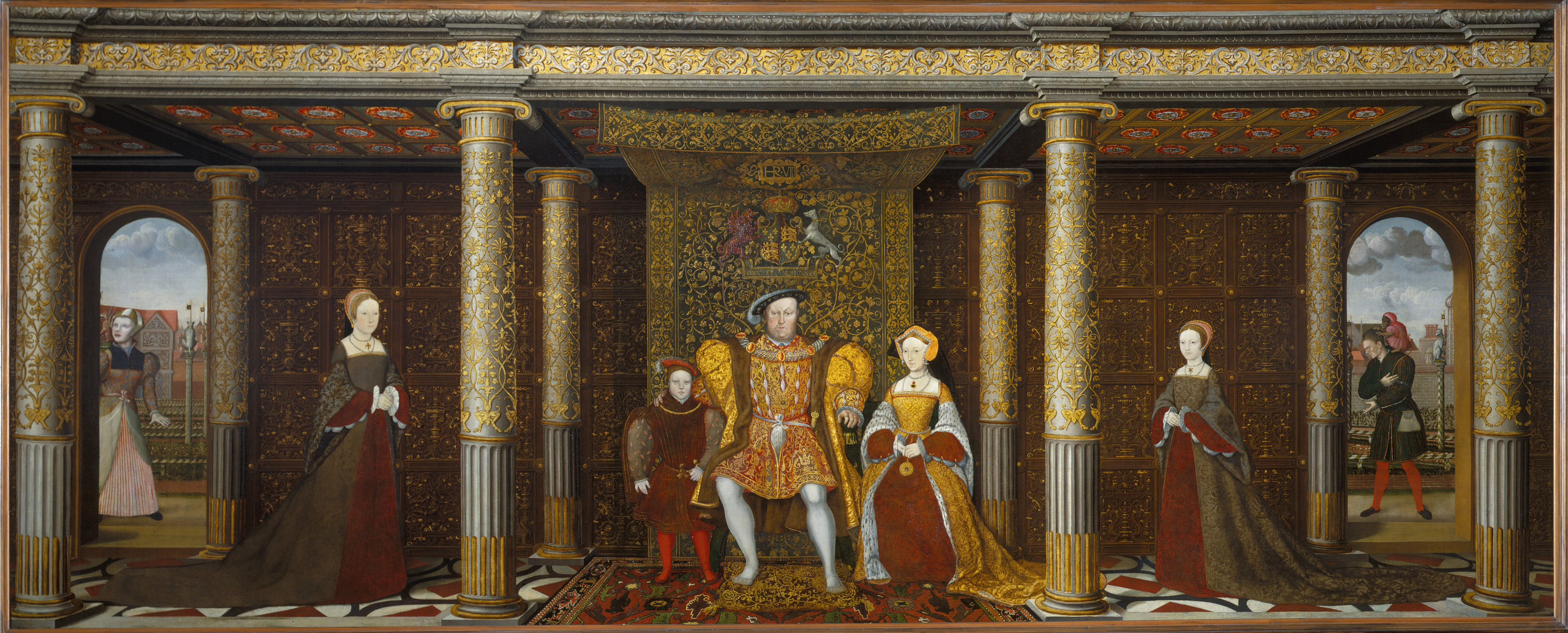
Heinrich VIII. mit Jane Seymour und seinen Kindern Eduard, Maria und Elisabeth, ca. 1545

1545, als Maria und Elisabeth offiziell wieder in die Thronfolge aufgenommen wurden, ließ Heinrich zur Erinnerung an dieses Ereignis ein Familienporträt anfertigen. In diesem Bild bestand der König darauf, anstelle seiner derzeitigen Ehefrau Catherine Parr Jane Seymour in das Porträt malen zu lassen. Als er 1547 starb, fand er in Windsor Castle an der Seite von Jane seine letzte Ruhestätte. Janes Familie stand auch nach ihrem Tod hoch in der Gunst des Königs und später seines Sohnes Eduard. Insbesondere ihre Brüder Edward und Thomas Seymour profitierten von ihrer Verwandtschaft zu dem jungen König.

## Wappen

Badge von Jane Seymour
Königliches Wappen von Jane Seymour

## Kinder
Die Ehe mit Heinrich VIII. brachte einen einzigen Sohn hervor:
- Eduard VI. (* 12. Oktober 1537; † 6. Juli 1553)

## Rezeption

### Film
Jane Seymour taucht in mehreren Verfilmungen auf, u. a. in Das Privatleben von Heinrich VIII. von 1933 mit Charles Laughton als Heinrich und Wendy Barrie als Jane sowie in der BBC-Fernsehserie Die sechs Frauen Heinrichs VIII. von 1972 mit Keith Michell als Heinrich und Jane Asher als Jane.
2003 wurde die Lebensgeschichte von Heinrich VIII. für das Fernsehen mit großem Aufwand neu verfilmt: Henry VIII, dargestellt von Ray Winstone. Die Rolle der Jane Seymour spielt die Schauspielerin Emilia Fox.
In Die Tudors, einer britischen Serie über Heinrich VIII., dargestellt von Jonathan Rhys Meyers, wird Jane Seymour gegen Ende der zweiten Staffel eingeführt. In der zweiten Staffel wird sie dargestellt von Anita Briem, in der dritten von Annabelle Wallis.

### Musik
Jane Seymour ist eine der Hauptfiguren des Musical Six, in dem die sechs Ehefrauen von Heinrich VIII in einem Ausscheidungssingen für eine Girlgroup gegeneinander antreteten.